# قانون جابه‌جایی سرخ‌پوستان

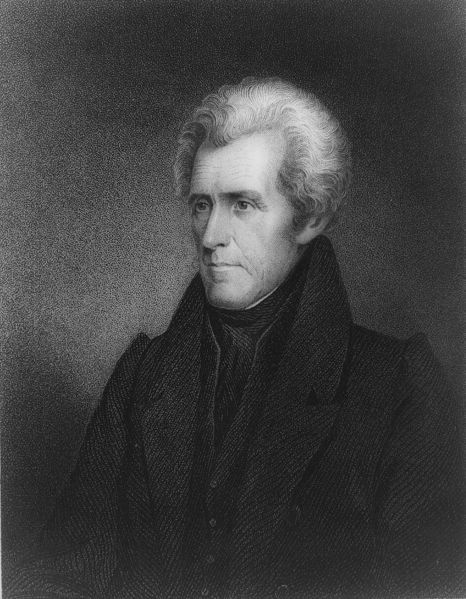
رئیس‌جمهور اندرو جکسون؛ امضاء کننده قانون جابه‌جایی سرخ‌پوستان در سال ۱۸۳۰ میلادی

قانون جابه‌جایی سرخ‌پوستان (به انگلیسی: Indian Removal Act)، سیاست رسمی دولت ایالات متحده آمریکا بود که با امضای رئیس‌جمهور اندرو جکسون، در تاریخ ۲۶ مهٔ ۱۸۳۰ میلادی به قانون تبدیل شد.
قانون جابه‌جایی سرخ‌پوستان شدیداً از جانب ایالت‌های جنوبی آمریکا حمایت می‌شد. این پشتیبانی به دلیل سود سرشاری بود که از محل دسترسی به سرزمین‌های محل سکونت پنج قبیله متمدن، عاید ایالات جنوبی می‌شد. در آن هنگام، جورجیا به عنوان بزرگ‌ترین ایالت آن زمان، درگیر منازعات پیچیده حقوقی با قبیله چروکی بر سر این موضوع شد. رئیس‌جمهور اندرو جکسون فکر می‌کرد جابه‌جایی، باعث حل بحران جورجیا خواهد شد.